# 锈纹窜鸟
，是雀形目窜鸟科的一种鸟类，属于单型的锈纹窜鸟属（学名：Liosceles）。
锈纹窜鸟体重约40.47克，翼长约72.6毫米，喙宽度约4.2毫米，喙厚度约5.5毫米，嘴峰长约21.4毫米，跗蹠长约28.3毫米，尾长约72.4毫米。
锈纹窜鸟是留鸟，栖息在森林，它们是食肉动物，主要以昆虫、蜘蛛等陆生无脊椎动物为食。

## 亚种
- Liosceles thoracicus dugandi，分布在哥伦比亚东南部和巴西西部。
- Liosceles thoracicus erithacus，分布在厄瓜多尔东部和秘鲁东部。
- Liosceles thoracicus thoracicus，分布在秘鲁东南部和巴西亚马逊河西部。[4]